# Brownsburg
Brownsburg é uma cidade  localizada no estado americano de Indiana, no Condado de Hendricks.

## Demografia
Segundo o censo americano de 2000, a sua população era de 14.520 habitantes. 
Em 2006, foi estimada uma população de 18.850, um aumento de 4330 (29.8%).

## Geografia
De acordo com o United States Census Bureau tem uma área de 
19,0 km², dos quais 19,0 km² cobertos por terra e 0,0 km² cobertos por água. Brownsburg localiza-se a aproximadamente 286 m acima do nível do mar.

## Localidades na vizinhança
O diagrama seguinte representa as localidades num raio de 16 km ao redor de Brownsburg. 